# Championnat d'Afrique masculin de volley-ball 1991
Navigation
Championnat d'Afrique 1989 Championnat d'Afrique 1993
Le 8e championnat d'Afrique de volley-ball masculin s'est déroulé du 21 au 30 septembre 1991 au Caire, Égypte. Il a mis aux prises les douze meilleures équipes continentales.

## Équipes engagées
- Algérie
- Angola
- Cameroun
- Côte d'Ivoire
- Égypte
- Ghana
- Kenya
- Madagascar
- Nigeria
- Sénégal
- Tunisie
- Zambie

## Compétition

### Calendrier
Le calendrier (incomplet) est le suivant :
- 21 septembre 1991 : Algérie - Zambie
- 22 septembre 1991 : Madagascar - Algérie
- 23 septembre 1991 : Ghana - Algérie
- 25 septembre 1991 : Cameroun - Algérie
- 26 septembre 1991  : Sénégal - Algérie
- 28 septembre 1991 : demi-finales
- 30 septembre 1991 : finale.

### Phase de groupes
Les équipes sont divisées en deux groupes :
- Groupe A : Tunisie, Égypte, Angola, Kenya, Nigeria, Côte d'Ivoire
- Groupe B : Ghana, Madagascar, Algerie, Zambie, Sénégal, Cameroun

### Phase finale
En finale, l'Algérie bat l'Égypte sur le score de 3 sets à 2 (15-10, 13-15, 14-16, 15-07, 15-10).
Le match pour la troisième place voit la Tunisie s'imposer sur le Cameroun par 3 sets à 0.

## Classement final
| Place              | Équipe        |
| ------------------ | ------------- |
| Médaille d'or      | Algérie       |
| Médaille d'argent  | Égypte        |
| Médaille de bronze | Tunisie       |
| 4                  | Cameroun      |
| 5                  | Nigeria       |
| 6                  | Ghana         |
| 7                  | Kenya         |
| 8                  | Zambie        |
| 9                  | Côte d'Ivoire |
| 10                 | Angola        |

L'Algérie se qualifie pour la Coupe du monde masculine de volley-ball 1991 et les Jeux olympiques d'été de 1992.